# Power 25
POWER 25 - ranking wrestlerów tworzony przez Akademię Sztuk i Nauk Wrestlingu(The Academy of Wrestling Arts & Sciences, AWAS) i publikowany na stronie internetowej World Wrestling Entertainment. Ranking ocenia wrestlerów na podstawie wyników walk, siły przeciwników, wydarzeń poza walkami i tempa rozwoju.

## Sposób oceniania
Akademia składa się z 19 członków będących specjalistami ds. wrestlingu. Na podstawie ww. czynników każdy z nich układa własną listę 25 zawodników. Miejsca te są przeliczane na punkty - za pierwsze miejsce 25 punktów, za drugie 24 itd. aż do 1 punktu za 25. miejsce. Punkty te są sumowane i na ich podstawie jest wyznaczany całkowity ranking.
W rankingu jest publikowane także uzasadnienie pozycji zawodnika, a także lista zawodników, którzy nie utrzymali pozycji wśród najlepszych 25 i tych, którzy zdobyli punkty od członków Akademii, ale zabrakło ich do bycia uwzględnionym w rankingu.
POWER 25 jest uaktualniane w każdą sobotę.